# Troposfera

Strati dell'atmosfera

La troposfera (dal greco: τρόπος, "modo, mutazione, cambiamento") è la fascia sferoidale aeriforme dell'atmosfera terrestre che si trova in basso a diretto contatto con la superficie terrestre, di spessore variabile a seconda della latitudine (ai poli spessa solamente 8 km mentre all'equatore raggiunge i 16-20 km).

## Contenuto
Nella troposfera sono concentrati i 3/4 dell'intera massa gassosa (78%  azoto, 21% ossigeno, 0,9% argon, il rimanente 0,1% altri gas nobili, vapore acqueo e CO2 che incide per lo 0,037% nella composizione della troposfera) e quasi tutto il vapore acqueo dell'atmosfera.
La troposfera è lo strato dove avviene la maggior parte dei fenomeni di carattere meteorologico, causati dalla circolazione delle masse d'aria e che danno vita ai venti, alle nuvole e alle precipitazioni atmosferiche.
La maggior parte degli inquinanti atmosferici emessi rimane confinata nella troposfera, alcuni concentrati vicino alla superficie terrestre, altri come O3, CO2, CH4, sono distribuiti in modo più uniforme.
La troposfera è il luogo della vita: tutti gli esseri viventi (piante e animali) vivono in essa (biosfera), utilizzando alcuni dei gas che la costituiscono (ossigeno, azoto, anidride carbonica, vapore acqueo).

## Temperatura
La troposfera è riscaldata principalmente dal basso ovvero dalla terra riscaldata a sua volta dalla radiazione solare.
Ne deriva che la temperatura diminuisce con l'altitudine, e varia fino a raggiungere un minimo di −50 °C a 12 km di altezza; poiché in questa zona i rimescolamenti di aria sono frequenti la diminuzione della temperatura in altezza è irregolare, con approssimazione si può indicare un gradiente termico verticale medio di 6,5 °C/1 000 m; si tratta di un valore medio poiché si possono riscontrare abbassamenti di temperatura anche più repentini nell'ordine di 10 °C ogni 1 000 m.
A un certo punto la temperatura si stabilizza a −55 °C circa: è la tropopausa, la zona di transizione fra troposfera e stratosfera.

## Circolazione generale

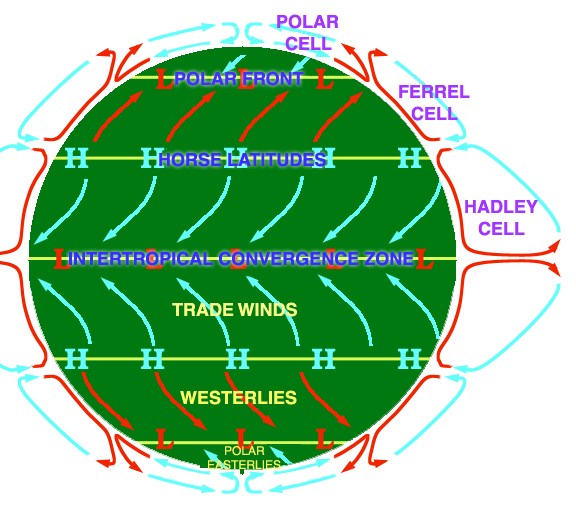
Le tre grandi celle della circolazione atmosferica con i relativi fronti di separazione

La circolazione generale della troposfera è da considerarsi/interpretarsi come la modalità tramite la quale il Sistema Terrestre tenta di ripristinare l'equilibrio termico tra poli ed equatore a causa della difformità nell'assorbimento della radiazione solare con la latitudine. Il motore di tutto questo meccanismo è infatti la radiazione solare, che a seconda della sua inclinazione rispetto alla superficie terrestre invia più calore verso l'emisfero australe rispetto all'emisfero boreale e viceversa in funzione dell'anno solare.
In generale la circolazione terrestre è mirata alla diminuzione dello squilibrio della temperatura terrestre tra poli ed equatore, infatti: d'inverno avvengono colate fredde verticali, nell'ambito di un contesto di bassa pressione (circolazione ciclonica), da nord a sud per quanto riguarda l'emisfero boreale, mentre da sud a nord nell'emisfero australe; d'estate, invece, gli anticicloni termici tendono a riscaldare le latitudini intermedie da sud a nord nell'emisfero settentrionale e da nord a sud nell'emisfero meridionale, il contrario rispetto all'inverno.
In generale la circolazione dell'atmosfera può essere suddivisa in 3 grosse macrocelle per emisfero: la cella di Hadley che va dalla fascia equatoriale fino a quella tropicale, la cella di Ferrel che copre le medie latitudini e la cella polare che staziona sui poli fino al circolo polare. Ognuna di queste celle comunica con la confinante scambiandosi masse d'aria a temperatura e umidità diverse.
La circolazione generale è inoltre suddivisa in due parti, circolazione antizonale e circolazione zonale: quando si verifica il primo caso si hanno condizioni meteorologiche di dinamicità del tempo atmosferico e tendenza alla diminuzione dello squilibrio termico poli-equatore; questo tipo di circolazione è più frequente d'estate e d'inverno. Nel caso di circolazione zonale, invece, essa tende a essere omogenea e distesa nei paralleli, così come la pressione atmosferica, le temperature e le condizioni meteo.
Essa può essere vista come un blocco unico, variabile anche per un minimo intervento della natura (vedi teoria del caos).

## Principali fenomeni meteorologici
L'atmosfera terrestre è un gigantesco sistema termo-fluidodinamico, accoppiato con il sistema oceanico, la biosfera e la criosfera, e mosso da una sorgente di energia termica sotto forma di radiazioni che è il Sole. La natura dinamica e intrinsecamente caotica o turbolenta dell'atmosfera si esplica attraverso la circolazione generale dell'atmosfera e una serie innumerevole di fenomeni atmosferici che quotidianamente osserviamo. Gran parte di questi fenomeni possono essere inclusi in tre grandi categorie di processi:
- i processi di redistribuzione del calore, sia in verticale attraverso il trasferimento radiativo e convettivo, sia in orizzontale (a piccola, media e larga scala) attraverso i venti e la circolazione generale dell'atmosfera.

- i processi atmosferici coinvolti nel ciclo dell'acqua, innescati a loro volta dai processi radiativi, quali evaporazione, condensazione, nubi, precipitazioni e i fenomeni perturbativi ad essi associati (a piccola, media e larga scala) quali fronti meteorologici, cicloni extratropicali, cicloni tropicali, temporali, rovesci, tornado ecc.

- i processi legati all'elettricità atmosferica, come i fulmini.

Le prime due categorie di processi sono intimamente connesse giacché evaporazione, condensazione e formazioni cicloniche contribuiscono anch'esse al trasporto dell'energia nel sistema sia in verticale che in orizzontale e allo stesso tempo da essi innescati.
I vari fenomeni meteorologici sono classificati all'interno della cosiddetta scala dei moti atmosferici a seconda delle dimensioni del territorio, del tipo di analisi richiesta e dell'intervallo temporale di interesse in cui essi insistono.